# Advanced Simulation and Computing Program
Программа Advanced Simulation and Computing Program или ASC (до 2005 года — Accelerated Strategic Computing Initiative, или ASCI) — это инициатива правительства США по созданию суперкомпьютеров, которые бы позволили США следить за состоянием своего ядерного арсенала после объявления в октябре 1992 года моратория на проведение ядерных испытаний, продления моратория в июле 1993 года и добровольного соблюдения с 1996 года условий Договора о всеобъемлющем запрещении ядерных испытаний (договор подписан президентом США, но до сих пор не ратифицирован Сенатом).
В программе принимали участие три Национальные лаборатории США, занимавшиеся разработкой и инспекцией ядерного арсенала страны: Ливерморская национальная лаборатория, Лос-Аламосская национальная лаборатория и Сандийская национальная лаборатория (неядерные компоненты ядерного оружия).

## Цели и задачи

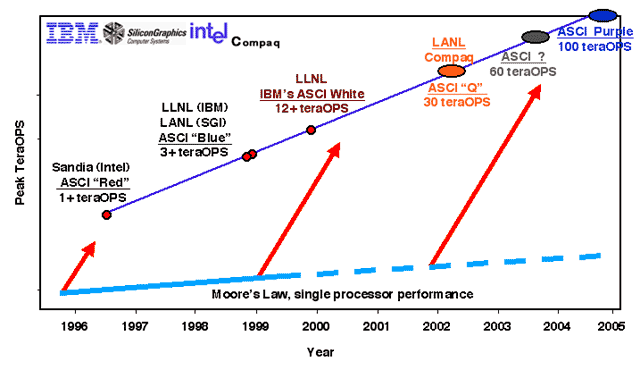
Сравнение роста производительности, «обещанное» Законом Мура, с производительностью суперкомпьютеров, которая должна была быть достигнута за 10 лет программы ASCI

Программа берёт своё начало от Стратегической компьютерной инициативы, инициированной в 1983 году в рамках Стратегической оборонной инициативы, целью которой было создание к 1993 году компьютерных систем искусственного интеллекта. Эта программа потерпела провал, её финансирование было сокращено, программа получила новое название, а цель программы стала менее амбициозной — создание суперкомпьютеров для обслуживания ядерного арсенала США.
Первоначально программа называлась «Accelerated Strategic Computing Initiative» (ASCI), дословно «Ускоренная стратегическая компьютерная инициатива». «Ускоренной» она была потому, что за 10 лет требовалось создать аппаратное и программное обеспечение, способное полноценно моделировать ядерные и термоядерные взрывы, пользуясь опытом ещё имевшихся инженеров и учёных, способных сравнить старые данные реальных испытаний («legacy data») с данными, выдаваемыми компьютерными моделями, и подтвердить точность симуляций. До этого программы, которые использовались в лабораториях, были довольно простыми. Результаты, которые выдавали эти программы, легко проверялись с помощью ядерных испытаний. Именно поэтому программы моделировали физику процессов взрыва в одно- или двух-мерном пространстве. Упрощения были вызваны также ограниченной мощностью суперкомпьютеров 80-х — начала 90-х годов. Для полноценного моделирования взрыва требовалась трёхмерная модель. По оценке специалистов Ливерморской национальной лаборатории для достижения требуемой точности результатов необходимо было построить суперкомпьютеры с вычислительной мощностью свыше 100 Тфлопс (то есть 100 триллионов операций с плавающей точкой в секунду). Это означало скачок в производительности в 7000 раз, так как самый мощный компьютер, имевшийся в распоряжении Ливерморской лаборатории на тот день, имел производительность 13.7 Гфлопс (13.7 миллиардов операций с плавающей точкой в секунду). Для выполнения целей программы ASCI за 10 лет требовалось в несколько тысяч раз обогнать Закон Мура, создать технологии высокоскоростных вычислений, которые ещё не существовали.
Достижение 100 Тфлопсного рубежа планировалось осуществить в несколько этапов:
- первый этап: к концу 1996 года — создать машину мощностью 1 Тфлопс
- второй этап: в конце 1999 года — все лаборатории должны иметь машины мощностью 3 Тфлопс
- третий этап: к конце 2000 года — получить 10 ТФлопс
- четвёртый этап: в 2002 году — получить 30 ТФлопс
- пятый этап: в середине 2003 — 60 Тфлопс
- в 2005 году — суперкомпьютер с вычислительной мощностью 100 Тфлопс

На каждом этапе мощность нового суперкомпьютера по сравнению с предыдущим должна была увеличиваться примерно в 2.5 раза.

## Ход программы
В январе 1995 года на собрании начальников вычислительных отделов трёх Лабораторий было принято решение, что все компьютеры программы ASCI будут использовать массово-параллельную архитуктуру с распределённой памятью с минимумом специализированных компонентов. Выбор массово-параллельной архитектуры на базе общедоступных коммерческих процессоров был очень необычными и рискованным для того времени. Несмотря на то, что Лаборатории экспериментировали с этой архитектурой уже давно — более 10 лет, наиболее перспективным направлением считались многопроцессорные архитектуры на базе специализированных векторных процессоров с разделяемой памятью, направление в котором двигались ведущие производители суперкомпьютеров: NEC, Fujitsu, Hitachi, Cray.
На том же собрании было решено, что первый компьютер мощностью 1 Тфлопс будет установлен в Сандийских лабораториях в Альбукерке, и все Лаборатории будут пользоваться им совместно, пока не подоспеют их экземпляры. Выбор Сандийских лабораторий тоже был необычным, так как Сандийские лаборатории занимались неядерными компонентами ядерного оружия и следовательно в меньшей степени страдали от введения полного запрета на проведение ядерных испытаний.
В январе 1995 года постройка компьютера с вычислительной мощностью 1 Тфлопс (на тесте Linpack) выглядела как фантастика. Ещё большей фантастикой выглядело требование построить такой компьютер менее чем за два года. Самыми мощными суперкомпьютерами по рейтингу MP-Linpack на тот момент были компьютер Numerical Wind Tunnel Японской национальной аэрокосмической лаборатории (максимальная 170 Гфлопс — пиковая 235,79 Гфлопс) и система Intel Paragon, установленная в Сандийских лабораториях (3744 процессора в 1993 году: максимальная 143 Гфлопс — пиковая 184 Гфлопс; 6768 процессоров в 1994 году: 281 Гфлопс), то есть менее 1/5 требуемой мощности. Большинство экспертов сходилось во мнении, что «терафлопсный барьер» будет преодолён только к концу XX столетия, а программа ASCI требовала сделать это за четыре года до этого срока — к концу 1996 года.
Каждая Лаборатория до этого делала закупки компьютеров сама. Теперь компьютеры по программе ASCI надо было закупать основываясь на требовании всех трёх лабораторий. Закупку первого компьютера надо было сделать в 1995 году, но официальный бюджет программы ASCI начинался только с 1996 года и должен был быть принят лишь в ноябре 1995 года. Для первого суперкомпьютера «ASCI Red» было принято решение использовать деньги из фонда «Technology Transfer», который был выделен Лабораториям на «конверсию» после окончания «холодной войны».
Лабораториям было поручено разработать технические задания, по которым компании-подрядчики будут выдвигать свои предложения. На собрании руководителей вычислительных отделов трёх Лабораторий разгорелась дискуссия, какой из вариантов параллельной архитектуры лучше использовать. Специалист Сандийской лаборатории придерживался варианта с массово-параллельной (MPP) системы с распределённой памятью, а представители Ливерморской и Лос-Аламосской лаборатории считали наиболее приемлемым вариант кластеров многопроцессорных узлов (SMP) с общей памятью. Второй вариант выглядел предпочтительным ещё и потому, что компании-подрядчики охотнее бы на него согласились: технология многопроцессорных машин легко конвертировалась в рыночный продукт для массового производства, следовательно, потенциальной компании-подрядчику не пришлось бы тратить время и силы на разработку и освоение технологии, для которой существует только один покупатель — Правительство США. Оба варианта были описаны на «белой доске»: вариант Сандийской лаборатории — красным фломастером, вариант Ливерморской и Лос-Аламосской лабораторий — синим. Выбор осложнялся тем, что в 1995 году ещё неизвестно было, каким путём пойдут технологии процессоров, памяти и сетевых соединений, и потому ставка на одно архитектурное решение выглядела очень рискованной. Решили опробовать оба варианта, несмотря на жёсткие бюджетные ограничения. Вариант Сандийской лаборатории (описанный красным фломастером) был реализован первым в ASCI Red («красный») как суперкомпьютер первого этапа, а вариант Ливерморской и Лос-Аламосской лабораторий (описанный синим фломастером) годом позже — в ASCI Blue («синий») как суперкомпьютер второго этапа, причём в двух экземплярах: ASCI Blue Pacific (для Ливерморской лаборатории) и ASCI Blue Mountain (для Лос-Аламосской лаборатории) . Контракт на постройку ASCI Blue Pacific был отдан IBM, а контракт на ASCI Blue Mountain — компании Silicon Graphics.
После установки систем ASCI Blue и апгрейда ASCI Red к ноябрю 1999 года суперкомпьютеры трёх лабораторий заняли первые три строчки списка TOP500: ASCI Red с производительностью 2,3 Тфлопс, ASCI Blue Pacific — 2,1 Тфлопс и ASCI Blue Mountain — 1,6 Тфлопс. Всего за четыре года программа ASCI увеличила мощность суперкомпьютеров в 90 раз.

## Программное обеспечение
Выбор массово-параллельной архитектуры для будущих машин означал также, что имеющиеся программы компьютерных симуляций надо было переписывать и оптимизировать, чтобы использовать эту архитектуру на полную мощь.
Для создание нового программного обеспечения Лаборатории отказались от прежнего метода «hero code», когда каждую программу создавали и «вели» один или пара инженеров. Например, программу DYNA3D, использовавшуюся в Ливерморской лаборатории для симуляции воздействия ударной волны взрыва на окружающие предметы, на протяжении 12 лет вёл один сотрудник лаборатории — Джон О. Холквист. В Лабораториях были сформированы команды программистов из 20-30 человек, которые на протяжении нескольких лет создавали программные пакеты для будущих компьютеров в тесном сотрудничестве с физиками, проверявшими качество результатов симуляций.

## Итоги программы
Первая полноценная 3-мерная симуляция взрыва первой ступени термоядерной бомбы («ядерного запала») была осуществлена в декабре 1999 года в Ливерморской лаборатории на суперкомпьютере ASCI Blue Pacific. Симуляция заняла 492 часа на 1000 процессорах, использовала 640,000 Мбайт памяти и сгенерировала 6 терабайт данных в виде 50.000 графических файлов. 3-мерная симуляция второй ступени взрыва («горение термоядерного горючего») была осуществлена в апреле 2000 года в Лос-Аламосской лаборатории. В сентябре 2002 года в Ливерморской лаборатории была осуществлена полная объединённая симуляция обеих ступеней термоядерного взрыва.
Программа достигла поставленных целей в 2005 году с вводом в строй суперкомпьютера ASC Purple. После этого программа получила новое нынешнее название «Advanced Simulation and Computing Program» (ASC).

## Суперкомпьютеры
Компьютеры устанавливались в трёх национальных лабораториях, которые занимались вопросами ядерного оружия: Ливерморская национальная лаборатория, Лос-Аламосская национальная лаборатория, Сандийские национальные лаборатории. Некоторые суперкомпьютеры, созданные в рамках этой программы, вошли в список TOP500: ASCI Red, ASCI White, Blue Gene/L, Sequoia.
| Год  | Название           | Место установки                         | Характеристики системы |
| ---- | ------------------ | --------------------------------------- | --- |
| 1997 | ASCI Red           | Сандийские национальные лаборатории     | массово-параллельная компьютерная система на базе процессоров Intel Pentium Pro. Первый в истории суперкомпьютер, достигший производительности свыше 1 триллион флопс (1 Тфлопс). После обновления в 1999 году достигнута производительность 3.2 Тфлопс. Списан 29 июня 2006 года. |
| 1998 | ASCI Blue Mountain | Лос-Аламосская национальная лаборатория | система от компании Silicon Graphics/Cray Research на базе кластера многопроцессорных серверов SGI Origin 2000 с процессорами MIPS R10000. Достигнута производительность 3.1 Тфлопс. Списан 8 ноября 2004 года.                                                                    |
| 1999 | ASCI Blue Pacific  | Ливерморская национальная лаборатория   | компьютерный кластер на многопроцессорных серверах IBM RS/6000 SP. Достигнута производительность 3.8 Тфлопс. |
| 2000 | ASCI White         | Ливерморская национальная лаборатория   | компьютерный кластер на многопроцессорных серверах IBM RS/6000 SP. Достигнута производительность 12 Тфлопс. Списан 27 июля 2006 года. |
| 2001 | CPlant             | Сандийские национальные лаборатории     | внутренняя разработка, Linux-кластер на базе процессоров DEC Alpha EV6. Достигнута производительность 1.3 Тфлопс. |
| 2002 | ASCI Q             | Лос-Аламосская национальная лаборатория | компьютерный кластер AlphaServer SC45 на серверах DEC/Compaq/HP AlphaServer ES45. Достигнута производительность 20 Тфлопс. |
| 2003 | ASCI Linux Cluster | Ливерморская национальная лаборатория   | |
| 2003 | Lightning          | Лос-Аламосская национальная лаборатория | |
| 2005 | ASC Red Storm      | Сандийские национальные лаборатории     | массово-параллельная машина от компании Cray Inc. на базе процессоров AMD Opteron и архитектуры Cray XT3. Замена проработавшему в лаборатории почти 10 лет и устаревшему ASCI Red. Списан в мае 2012 года.                                                                         |
| 2005 | ASC Purple         | Ливерморская национальная лаборатория   | массово-параллельная система на базе процессоров IBM POWER5. Достигнута производительность в 100 Тфлопс — цель программы ASCI. Списан 9 ноября 2010 года |
| 2005 | Blue Gene/L        | Ливерморская национальная лаборатория   | массово-параллельная система на базе архитектуры IBM Blue Gene/L с процессорами PowerPC 440. Достигнута производительность 360 Тфлопс, что намного превышает цели программы ASCI                                                                                                   |
| 2012 | Sequoia            | Ливерморская национальная лаборатория   | массово-параллельная система на базе архитектуры IBM Blue Gene/Q с процессорами PowerPC A2 |